# Ignaz Maybaum

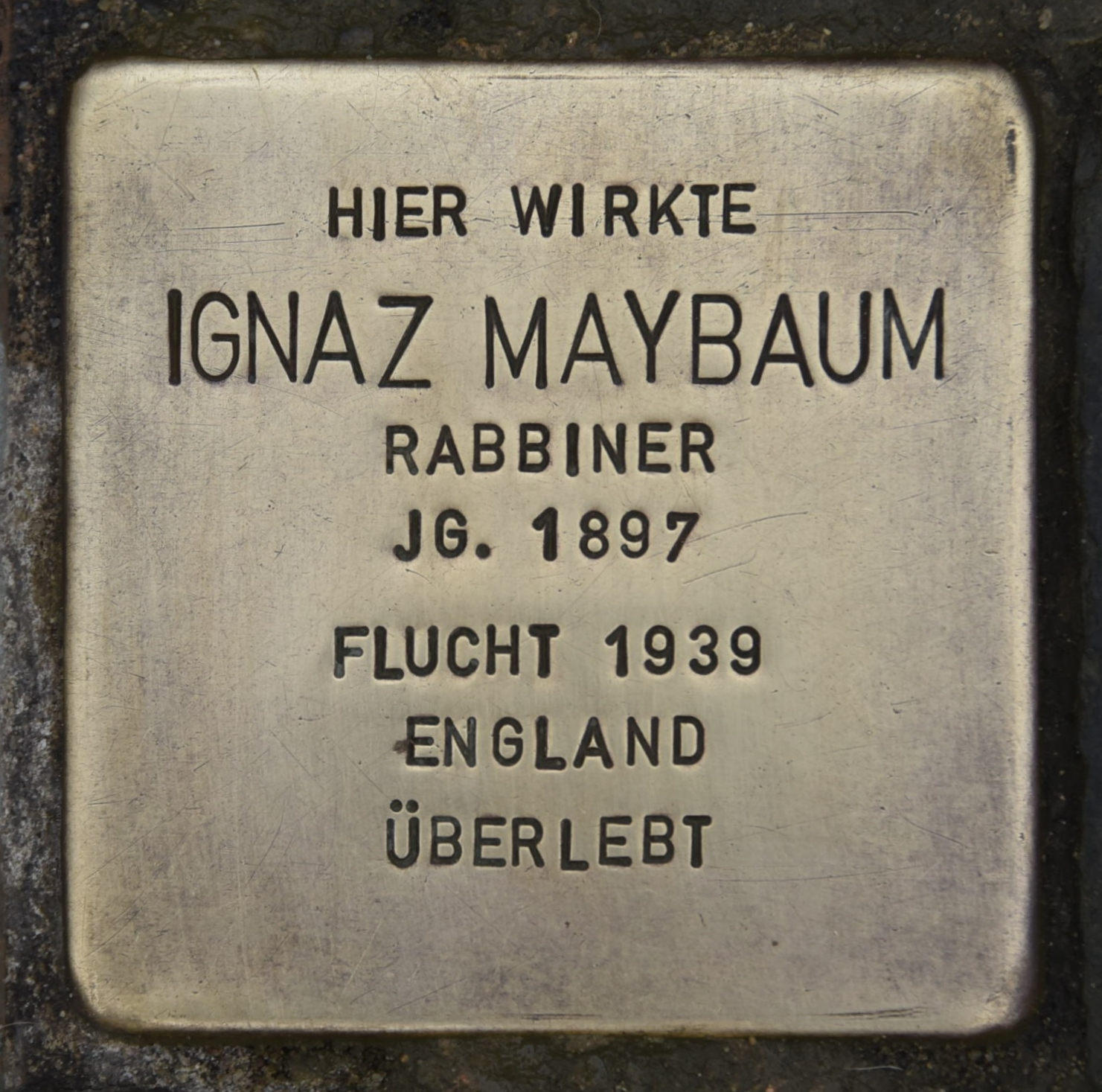

Ignaz Maybaum (Vienna, 2 marzo 1897 – Londra, 12 giugno 1976) è stato un rabbino e filosofo austriaco, teologo liberale ebreo, superstite dell'Olocausto.

## Biografia
Nato a Vienna, studiò a Berlino presso la Hochschule für die Wissenschaft des Judentums, dove fu ordinato rabbino nel 1926. Praticò il rabbinato a Bingen, Francoforte sull'Oder e Berlino. Fu discepolo di Franz Rosenzweig.
Nel 1935 fu arrestato dalla Gestapo e passò sei settimane in prigione prima di esser rilasciato. Nel 1939 lasciò la Germania su un Kindertransport e andò a Londra. Sua madre e sorelle furono uccise nell'Olocausto.
Nel 1949 diventò rabbino della Sinagoga Riformata Distrettuale di Edgware. Dal 1956 fino al suo pensionamento nel 1963, tenne lezioni in omiletica e teologia al Collegio Leo Baeck di Londra. È stato molto attivo nel dialogo interreligioso.

## Teologia dell'Olocausto
Maybaum ha scritto molte riflessioni sull'Ebraismo, Cristianesimo, Olocausto e Sionismo. Ha inoltre scritto sull'Islam. Frequentemente lo si ricorda per le sue opinioni controverse, descritte sul suo The Face of God After Auschwitz (Dio dopo Auschwitz, 1965),  dove afferma che la sofferenza degli ebrei durante la Shoah è stata un'espiazione vicaria per il resto del mondo. Ha connesso il popolo ebraico alla figura del "servo sofferente" del Libro di Isaia 52 e 53 della Tanakh:
chi si affligge per la sua sorte?
Sì, fu eliminato dalla terra dei viventi,
per l'iniquità del mio popolo fu percosso a morte.»
(Libro di Isaia 53:8)
Nella stessa opera, Maybaum ha usato anche immagini cristiane, parlando di Auschwitz come del nuovo Golgota, e delle camere a gas quale sostituto della croce.

## Opere
- Parteibefreites Judentum (1935)
- Neue Jugend und Alter Glaube (1936)
- Man and Catastrophe (1941)
- Synagogue and Society: Jewish-Christian Collaboration in the Defence of Western Civilization (1944)
- The Jewish Home (1945)
- The Jewish Mission (1949)
- Jewish Existence (1960)
- The Faith of the Jewish Diaspora (1962)
- The Face of God After Auschwitz (1965)
- Trialogue Between Jew, Christian, and Muslim (1973)
- Happiness Outside the State (1980)
- Ignaz Maybaum: A Reader, Nicholas de Lange (curatore), (New York: Berghahn Books.)